# 休达皇家城墙
休达皇家城墙（西班牙語：Murallas Reales de Ceuta）是位于西班牙休达的防御工事，其中休达是西班牙在北非的自治市。该城墙最古老的部分可追溯至公元962年，最新的部分则可以追溯至18世纪。除了部分外围工事有些许损坏以外，该城墙的主墙部分目前仍保持完好。目前该城墙已被列入西班牙国家文物古迹。

## 历史
由于休达自迦太基和罗马时代起就是重要的海军基地，因此该地自公元5世纪起就建有各式各样的防御工事。葡萄牙王国于1415年占领了此地，随后于1540年代开始修建包括堡垒、通航护城河以及吊桥在内的皇家城墙，进而实现强化防御的目的。其中部分堡垒屹立至今，包括科拉萨阿尔塔堡垒、班德拉堡垒以及马洛奎尼堡垒。
随着伊比利亚联盟的解体，休达于1669年成为了西班牙的一部分。该城市南端的城墙于1674年时遭遇风暴被严重破坏，但随后很快就得到了修复，并建造了一些外围工事以对其进行加固。在1694年休达围城战期间，皇家城墙起到了巨大的作用。在此期间双方一旦进入休战状态，西班牙方面就会立刻修建更多的外围工事。随着1720年援军的到来，休达围城战以西班牙胜利告终，这座城墙得以实现彻底的重建。尽管1721年时休达再度遭到围攻，但由于城墙比以前更坚固的缘故，摩尔人始终未能得手，最终于1734年放弃了围攻。随后，西班牙人于1730年对这座城墙再度进行了加固，后于1790年至1791年摩尔人的进攻中击退了敌人。在拿破仑战争期间，这座城墙由英国及西班牙联军同盟军共同驻守。不过到了19世纪时，休达城墙已无法防御当时的火炮攻击，因此最终结束了它的使命。

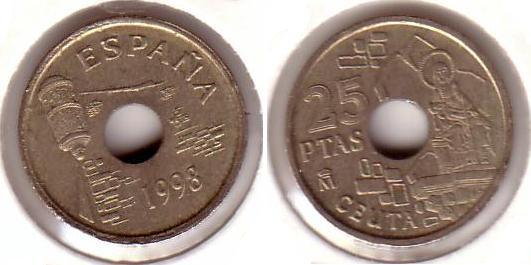
1998年发行的25比塞塔硬币上印有皇家城墙

为了道路建设，休达的部分城墙遭到了拆毁，但皇家城墙、护城河以及其第一道外围工事都完好无损，并在近年进行了修复。该城墙于1985年7月3日被列为西班牙国家文物古迹。在2007年西班牙十二瑰宝评选中，休达皇家城墙是100个候选者之中唯一一个來自休达的。目前该城墙的部分区域已对外开放参观。

## 布局
皇家城墙横跨地峡，将休达与北非其他地方分割开来。城墙的两端皆有大型堡垒，它们分别叫科拉萨堡垒以及班德拉堡垒，此外城墙的北侧还有一个较小的堡垒。该城墙的护城河中充满了海水，城墙上装有炮台。除此之外休达皇家城墙还设有外围工事，其中包含角堡、半月堡以及堡障。但除了第一道工事至今仍保存完好以外，其他工事很多都已被拆毁。

## 图片

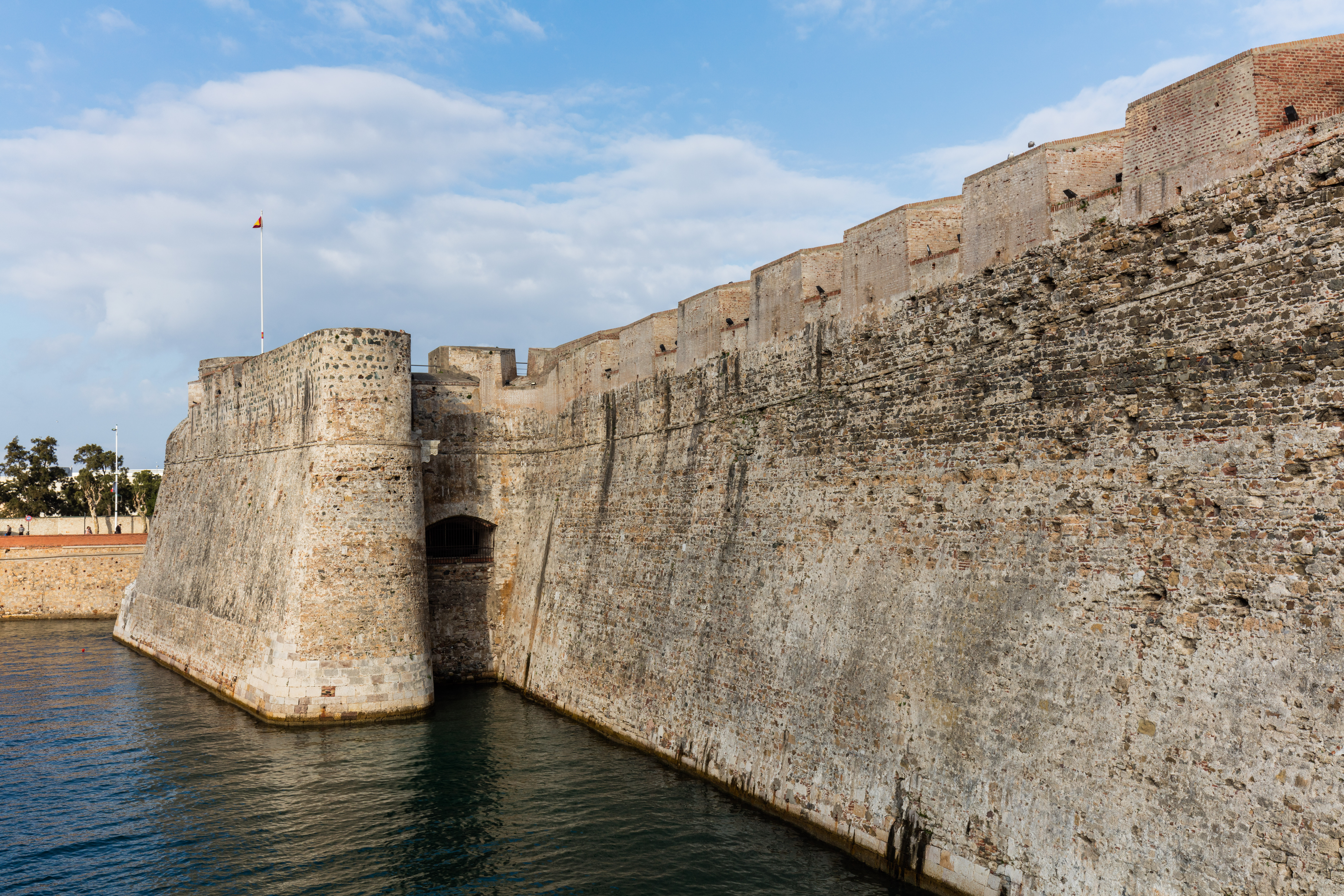
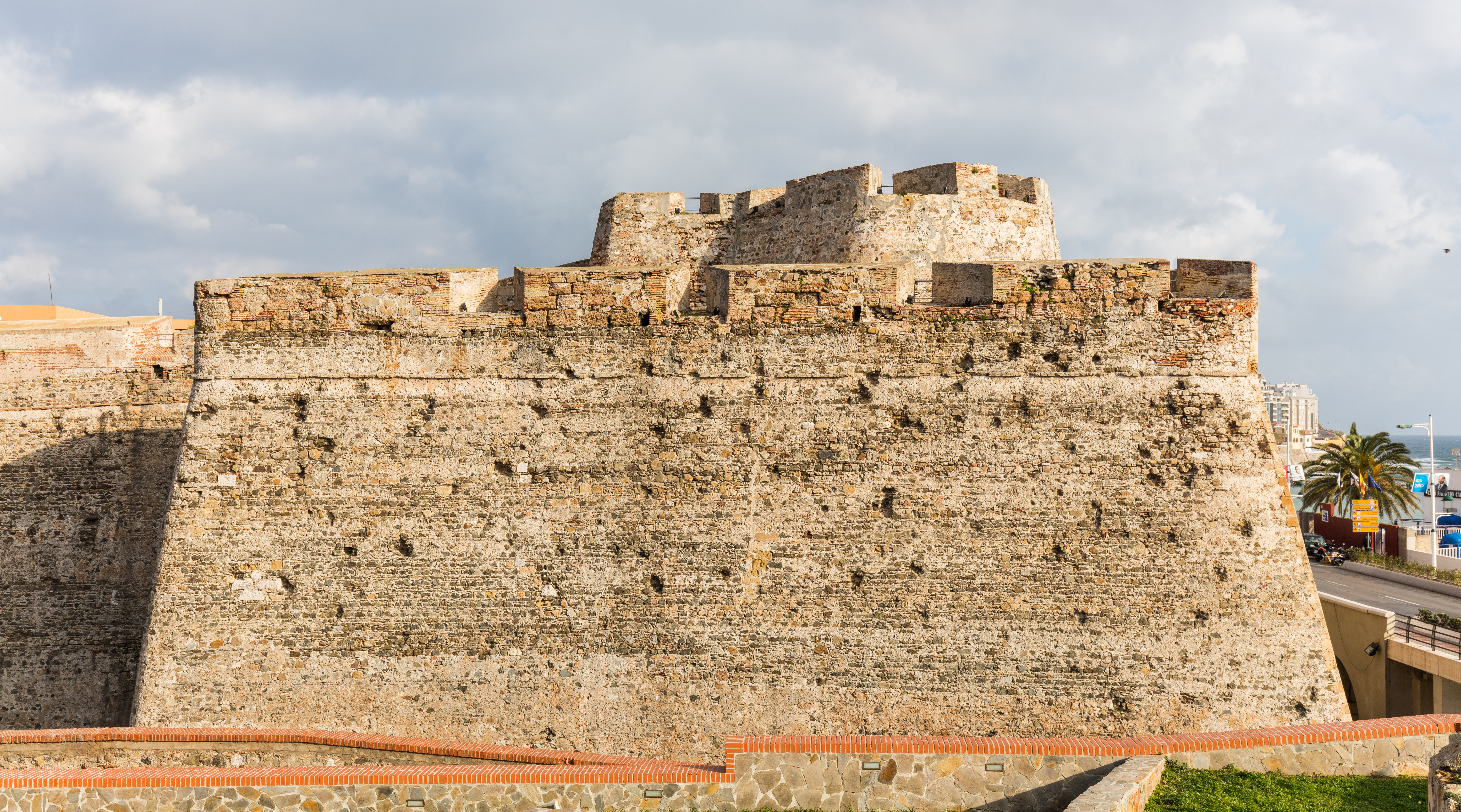
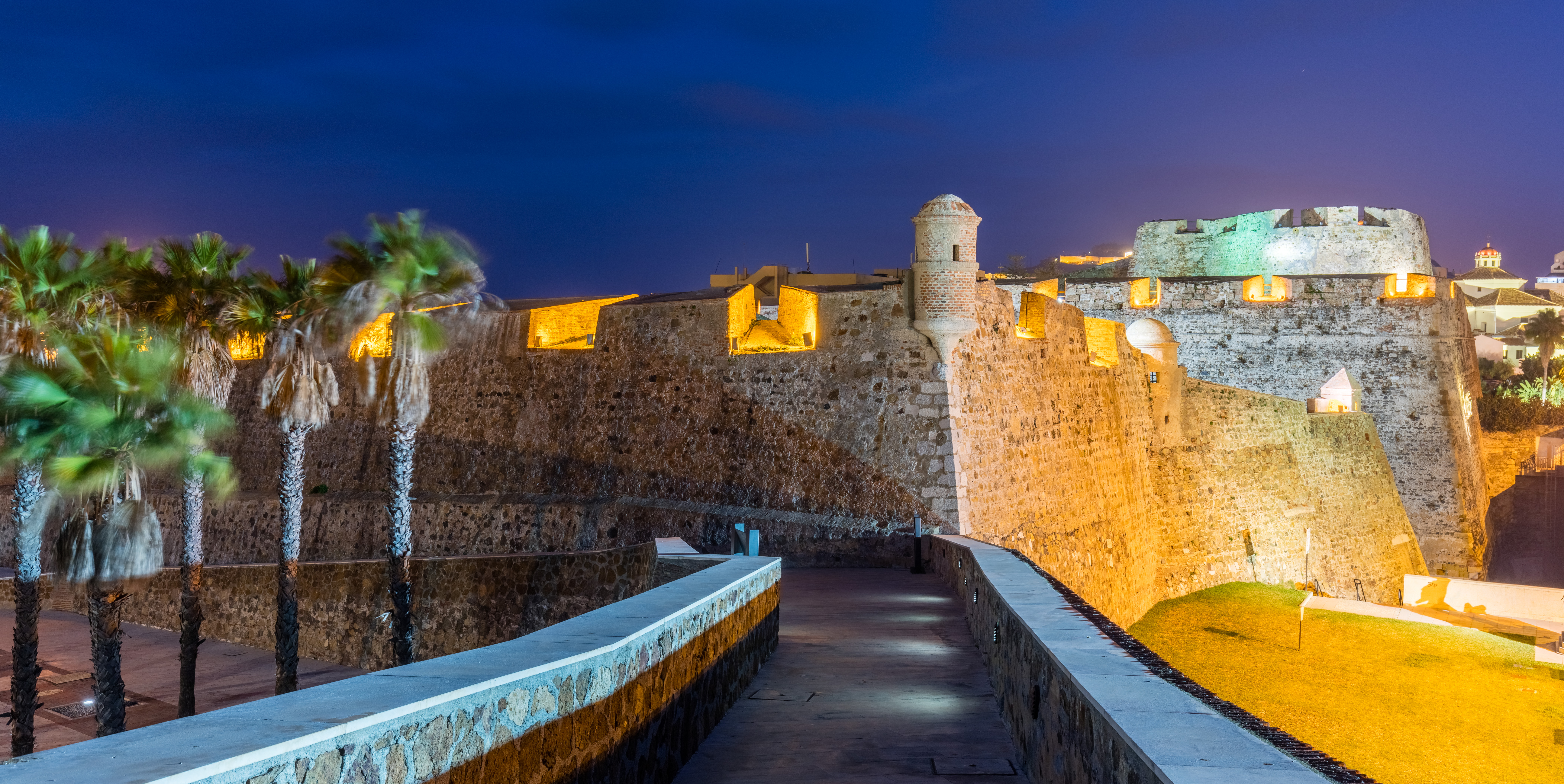
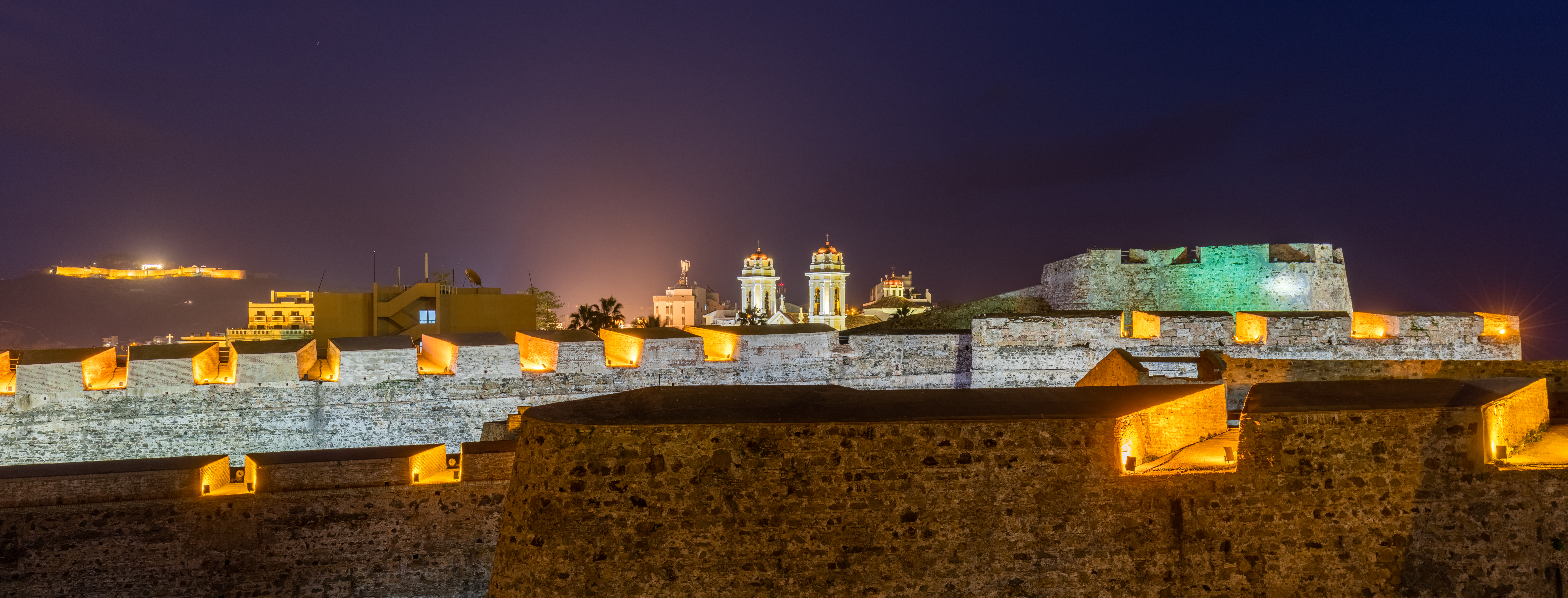